# Tea Falco
Tea Falco, pseudonimo di Teresa Falsone (Catania, 11 agosto 1986), è un'attrice, fotografa e regista italiana.

## Biografia
Nel campo della fotografia ha iniziato ad esporre in Sicilia nel 2000, terra dove è nata. Dal 2009 partecipa a diverse mostre individuali e collettive a Roma, in Campania, a Bologna e poi anche in Grecia e a Los Angeles. Ha vinto diversi premi del settore fotografico come il premio Art in Quart nell'ottobre 2010 e il Premio Basilio Cascella nel maggio 2011. Esegue anche lavori autobiografici in autoscatto e video.
Come attrice ha esordito a teatro nel 2004 con lo spettacolo Fumo negli occhi. Dal 2005 al 2008 è impegnata a teatro, dove partecipa ad altri spettacoli. Nel 2007 esordisce al cinema come comparsa ne I Viceré. Nel 2012 prende parte a un episodio de Il giovane Montalbano. Viene scelta da Bernardo Bertolucci come protagonista del suo film Io e te, tratto dal romanzo di Niccolò Ammaniti: per questa sua interpretazione è candidata al David di Donatello per la migliore attrice protagonista nel 2013.
Nel 2013 compare nel videoclip del brano Testamento di Franco Battiato, mentre nel 2015 è protagonista del videoclip di Io e Anna di Cesare Cremonini a fianco allo stesso cantante. Interpreta Beatrice Mainaghi nel 2015 nella serie TV 1992 e nel 2017 nella successiva 1993. Nel 2018 partecipa al videoclip Botox della rapper italiana Myss Keta. Inoltre con l'alias Nea e Skamarcho fa uscire due Canzoni. Nel 2018 è la regista del docu-film prodotto da Sky arte e Cinedance Ceci n'est pas un cannolo. Presentato alla quattordicesima edizione di Biografilm Festival (Bologna 14-21 giugno), il documentario è incentrato sul senso della vita per i siciliani. È Cristiana Sinagra nella serie Amazon prime Maradona: sogno benedetto.

## Filmografia

### Cinema
- I Viceré, regia di Roberto Faenza (2007)
- Io e te, regia di Bernardo Bertolucci (2012)
- Sotto una buona stella, regia di Carlo Verdone (2014)
- La solita commedia - Inferno, regia di Francesco Mandelli, Fabrizio Biggio e Martino Ferro (2015)
- A casa tutti bene, regia di Gabriele Muccino (2018)
- Notti magiche, regia di Paolo Virzì (2018)
- Gioco pericoloso, regia di Lucio Pellegrini (2025)

#### Cortometraggi
- La guerra non è un gioco, regia di Sofia Palermo (2007)
- Tatuaggio inchiodato, regia di Angelo Augusto Villari (2008)
- L'inganno, regia di Piero Sabatino (2009)
- Confessioni, regia di Salvo Campisano (2009)
- Ora o mai, regia di Brando De Sica (2013)
- Giro di giostra, regia di Massimiliano Davoli (2016)
- Figlio santo, regia di Aliosha Massine (2021)
- What-if-I, regia di Lavinia Tommasoli e Pietro Traversa (2023)

### Televisione
- Il giovane Montalbano – serie TV, episodio 1x04 (2012)
- 1992 – serie TV, 10 episodi (2015)
- 1993 – serie TV, 8 episodi (2017)
- Non uccidere – serie TV, episodi 2x23-2x24 (2018)
- Il Pastore (Im Netz der Camorra), regia di Andreas Prochaska – miniserie TV (2021)
- Maradona: sogno benedetto (Maradona: sueño bendito) – serie TV, 4 episodi (2021)
- Mare fuori (quarta e quinta stagione) – serie TV, 8 episodi (2024-2025)

## Videoclip
- Testamento di Franco Battiato (2013)
- Io e Anna di Cesare Cremonini (2015)
- Saranno madri di Skamarcho Tutti Fenomeni (2018)
- Botox di Myss Keta (2018)

## Teatro
- Fumo negli occhi, di Faele e Romano, regia di Alessandro Idonea (2004)
- Inversione sessuale, regia di Francesco Mazzullo (2005)
- La villa incantata, regia di Vincenza Tomaselli (2006)
- In a bed, regia di Gaetano Lembo (2007)
- Delitti esemplari, di Max Aub, regia di Claudio Mazzenga (2008)

## Riconoscimenti
- David di Donatello 2013 – Candidatura David di Donatello per la migliore attrice protagonista
- Nastri d'argento 2013 – Nastro Bulgari